# RM-51
RM-51（チェコ語: Raketomet vzor 1951）は、1950年代にチェコスロバキアで開発された多連装ロケット弾発射機である。
BM-13の代替として導入された。

## 派生型
- vz. 51 - プラガ V3Sに搭載された標準型
- M-51 - シュタイヤー680（ドイツ語版）トラック に搭載されたオーストリアへの輸出型
- RM-51 - ZIS-151かZIL-157に搭載された輸出型

## 運用国
- オーストリア
- ブルガリア人民共和国
- ブルガリア
- コンゴ民主共和国
- インドネシア
- チェコスロバキア社会主義共和国
- キューバ共和国
- アラブ連合共和国
- エジプト・アラブ共和国
- リビア連合王国
- 社会主義人民リビア・アラブ共和国
- リビア
- ルーマニア社会主義共和国
- ルーマニア